# ماتئو پیوتو
ماتئو پیوتو (انگلیسی: Matteo Pivotto؛ زادهٔ ۵ سپتامبر ۱۹۷۴) بازیکن فوتبال اهل ایتالیا است.
از باشگاه‌هایی که در آن بازی کرده‌است می‌توان به باشگاه فوتبال هلاس ورونا، باشگاه فوتبال کارپی، باشگاه فوتبال مودنا، باشگاه فوتبال لچه، باشگاه فوتبال کیه‌وو ورونا، باشگاه فوتبال آ.اس. رم، باشگاه فوتبال ارورا پرو پاتریا ۱۹۱۹، باشگاه فوتبال تریستیانا، و باشگاه فوتبال پالرمو اشاره کرد.